# كسينيا تشيرنيخ
كسينيا تشيرنيخ هي روسية مرشدة الدراجة الجبلية وبطلة العالم. فازت بميداليات ذهبية فردية في عامي 2007 و2008 بطولة العالم للتوجيه بالدراجة الجبلية، وميدالية ذهبية في التتابع في عام 2006.

## مهنة التوجيه بالدراجة الجبلية
تنافست تشيرنيخ في بطولة العالم للتوجيه بالدراجة الجبلية عام 2004 في بالارات، حيث احتلت المركز 27 في المسافة المتوسطة والمركز 50 في المسافة الطويلة. في بطولة العالم 2005 في بانسكا بيستريتسا، احتلت المركز 18 في المسافة المتوسطة، والخامس في المسافة الطويلة، والخامس مع فريق التتابع الروسي. في بطولة العالم للتوجيه بالدراجة الجبلية لعام 2006 البطولات في جونسو احتلت المركز 30 في المنتصف، وفازت بميدالية فضية في المسافة الطويلة خلف كريستين شافنر، وميدالية ذهبية في التتابع، مع ناديا ميكريوكوفا وآنا أوستينوفا في الفريق الروسي. فازت بها أول ميداليات ذهبية فردية في بطولة العالم للتوجيه بالدراجة الجبلية لعام 2007 في نوفي ميستو نا مورافي، وفازت بسباق السرعة متقدمًا على ميكايلا جيجون، والمسافة المتوسطة أمام هانا باجتوسوفا. حصلت على ميدالية فضية في المسافات الطويلة، وميدالية فضية في التتابع. في بطولة العالم للتوجيه بالدراجة الجبلية لعام 2008 في أوسترودا، احتلت المركز 23 في سباق السرعة، وفازت بميدالية ذهبية في المسافة المتوسطة، واحتلت المركز الثامن في المسافة الطويلة، والميدالية الفضية في التتابع. عام 2009، احتلت المركز السادس في المسافات الطويلة، والمركز 26 في سباق السرعة، والمركز 27 في المسافة المتوسطة، وحصلت على الميدالية البرونزية مع فريق التتابع الروسي. في بطولة العالم 2010 في مونتاليجري فازت بالميدالية الفضية في المسافات الطويلة، المركز الخامس مع فريق التتابع الروسي، المركز 26 في المسافة المتوسطة والمركز 34 في سباق السرعة.